# Molophilus apricus
Molophilus apricus là một loài ruồi trong họ Limoniidae. Chúng phân bố ở miền Australasia.